# Сварбхану
Сварабхану (санскр. स्वर्भानु, 'Великолепие сияния') — асура, традиционно считающийся ответственным за солнечные затмения в первых четырёх Ведах. Это имя также используется как атрибут асуров Раху и Кету в Пуранах, которые также связаны с солнечным и лунным затмением.

## Легенда

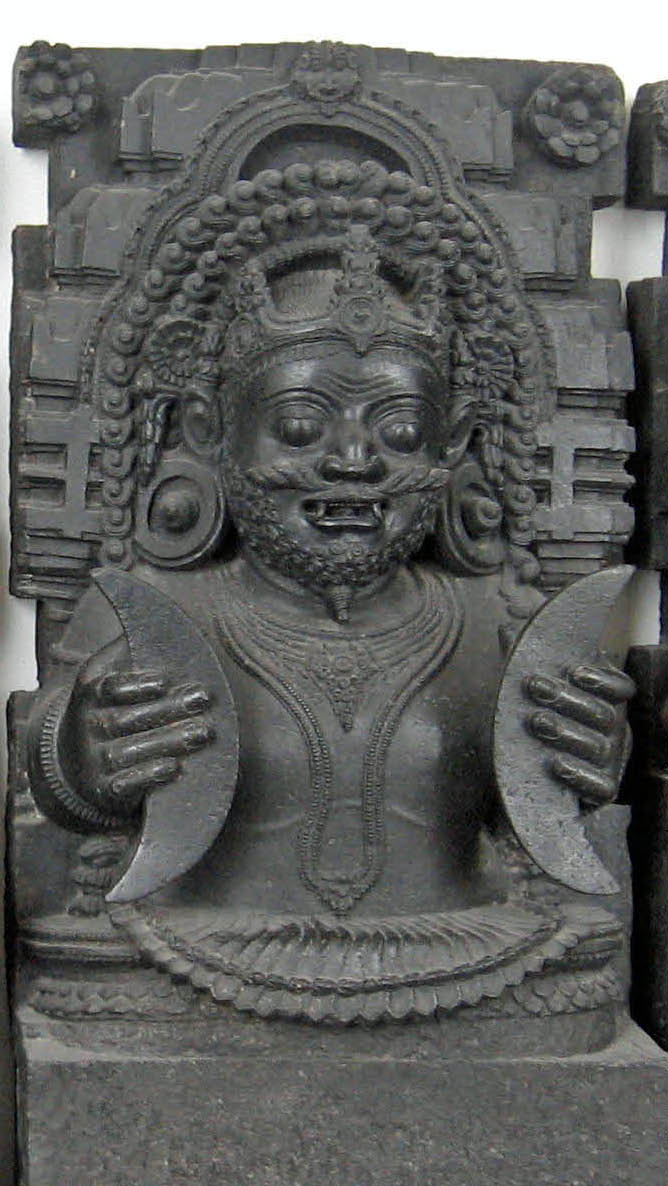
Раху

Сварбхану дважды упоминается как асура в Ригведе. Описывается, как Сварбхану поражает Сурью, затмевая солнце тьмой. На основании этого, Стелла Крамриш считает Сварбхану божеством более великим, чем солнце Далее Ригведа повествует, что после этого царь небес Индра поразил Сварбхану, а мудрец Атри нашёл скрытое солнце и вернул его на небо. Сварбхану снова появляется в Яджурведе и Брахманах Согласно Брахманам, Сварбхану тьмой пронзил Адитью (Солнце), которого, однако, боги освободили с помощью свары.
Будучи помощником Шукры (Венеры), Сварбхану также был учителем асуров. Он обманным путем выпил амриту, предложенную Мохини, тем самым достигнув бессмертия. Но Сварбхану тут же оказался обезглавлен: его бессмертные голова и тело стали Раху и Кету.
В Махабхарате бог солнца Сурья также описывается как «враг Сварбхану». Рассказывается, что Сварбхану поразил стрелами и солнце, и луну. Небесные тела были оживлены Атри, как в Ригведе.
Согласно Хари-вамше, Сварбхану провёл Каланеми по вселенной. В Пуранах Сварбхану описывается как сын богини Симхики («Маленькая львица»).

## Смотрите также
- Раху
- Грахана